# Höglanda gård
Höglanda gård i Kungsbacka kommun i Tölö socken är en av de största gårdarna i Kungsbacka kommun med hästavel och ridsport som inriktning. I området finns redan ett antal grannar med produktion av elithästar för hoppning som specialitet.
Höglanda var tidigare en by om fem mantal skattejord. Byn omtalas i dokument första gången 1468. Namnet är sammansatt av hög som troligen syftar på de gravhögar som ligger bakom det gamla gårdsläget och efterleden landa med betydelsen jord eller åkermark. Storskifte förrättades 1790, då fanns sju bönder i byn. Laga skifte förrättades 1837.
2010 förvärvades gården av Accresco AB, som med stöd av kommunen arbetar för att skapa ett hästcentrum. Höglanda bebyggs av Sveriges Ridgymnasium, Åbytravet och Hallands Djursjukhus. 